# Christ-König (Biel)

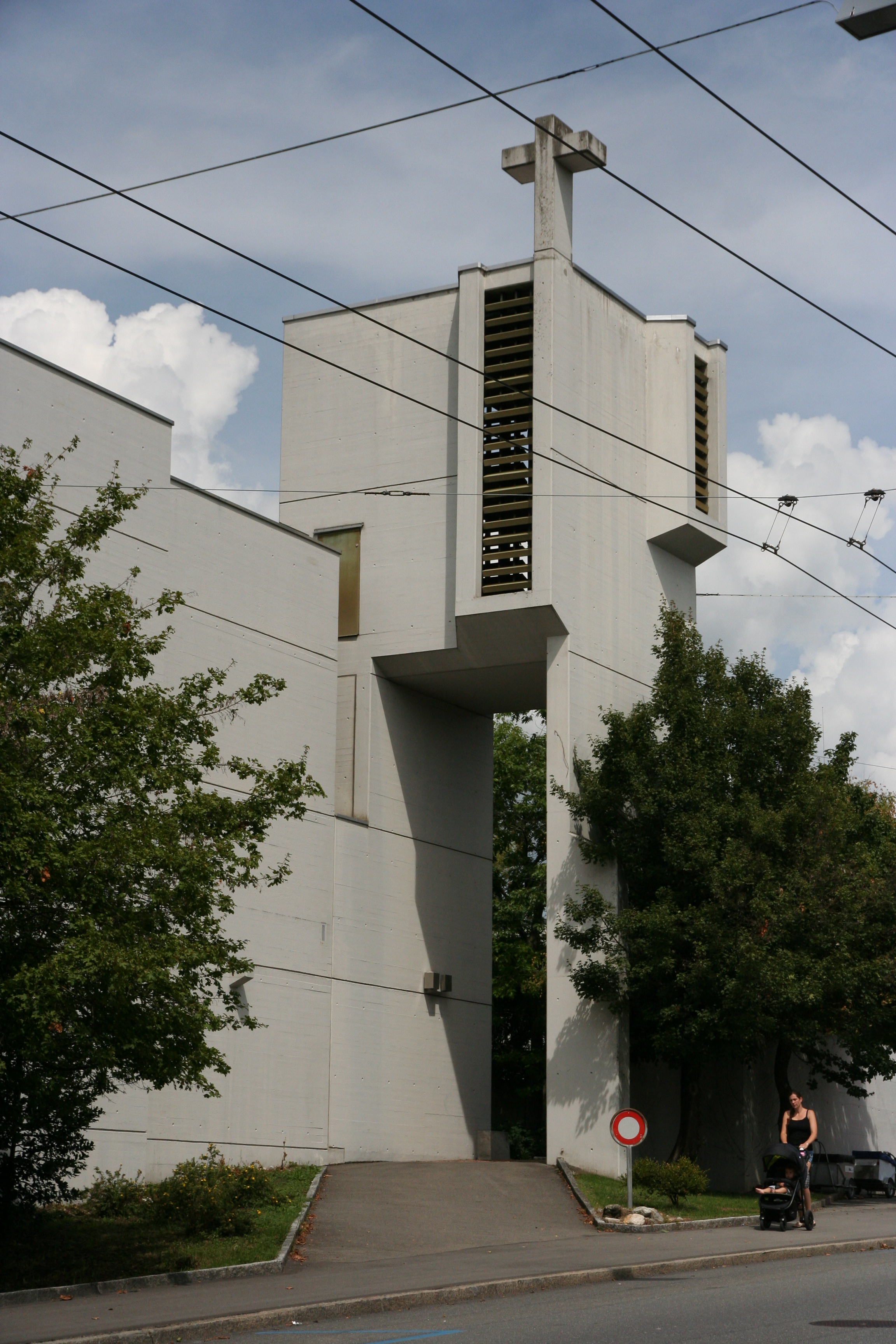
Kirche Christ-König Biel

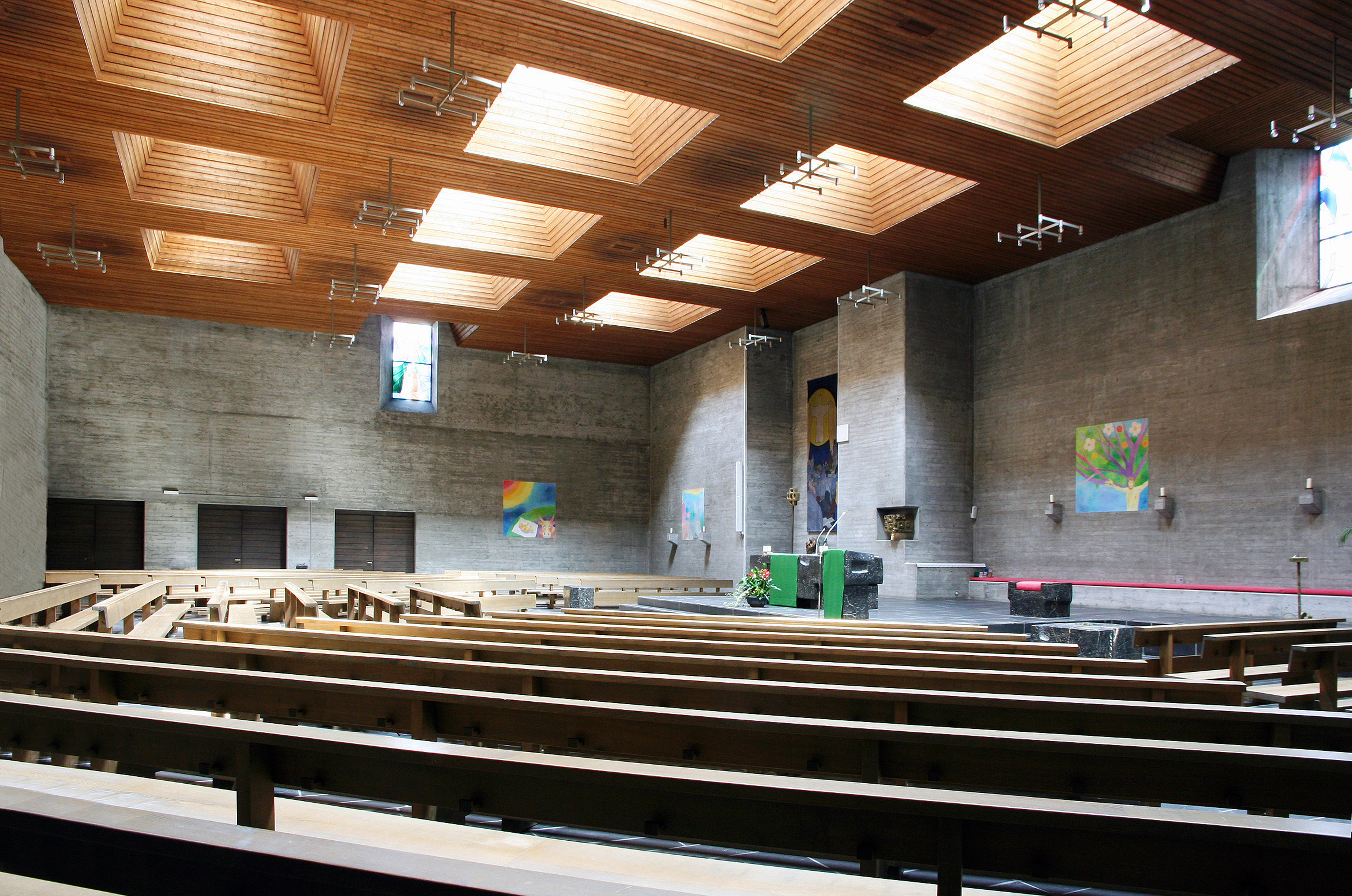
Innenansicht

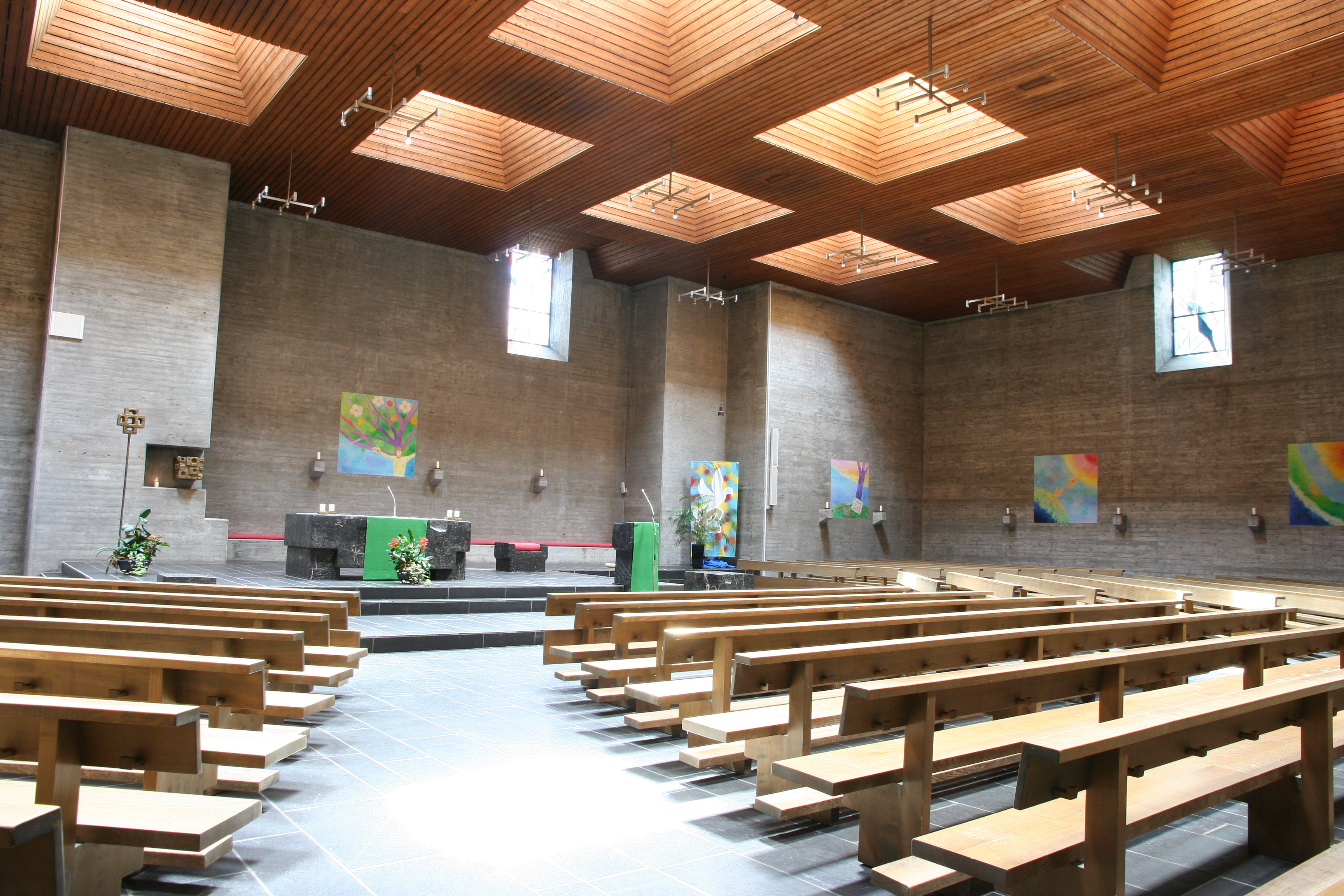
Blick zum Altarraum

Die Kirche Christ-König ist die römisch-katholische Pfarrkirche des Bieler Quartiers Mett am Geyisriedweg 29. Nach der Kirche St. Maria und Bruder Klaus ist sie die dritte katholische Kirche der Stadt Biel. Neben der Kirche St. Christophorus in Wangen an der Aare handelt sich um den einzigen Kirchenbau des Aargauer Architekten Walter Moser im Kanton Bern.

## Geschichte
Die Pfarrei Christ-König ist die jüngste und kleinste der drei Pfarreien von Biel. Die Zuwanderung katholischer Arbeiter nach dem Zweiten Weltkrieg liess aus dem ländlich geprägten Dorf Mett einen Vorort der Stadt Biel werden, sodass sich der Aufbau einer eigenen katholischen Pfarrei aufdrängte. Ab 1954 wurde für die katholischen Kinder der Religionsunterricht auf Deutsch und Französisch begonnen, 1958 fand in einer Villa am Beaulieuweg 21 der erste Gottesdienst statt. 1961 kaufte die Kirchgemeinde am Geyisriedweg 42 eine Liegenschaft, in der Büros für den Aufbau der Pfarrei eingerichtet wurden. 1962 wurde ein Architekturwettbewerb ausgeschrieben, den der Architekt Walter Moser für sich entscheiden konnte. 1963 erhob der Bischof von Basel, Franziskus von Streng, Christ-König zum Pfarr-Rektorat. Durch Landabtausch mit der Stadt Biel und durch den Zukauf einer 5000-m²-Parzelle vom Sahligut konnte das Areal für den Bau der Kirche erworben werden. Ab 1963 verlegte man die Gottesdienste in die Aula des Geyisriedschulhauses. Am 20. Februar 1967 erfolgte der erste Spatenstich zum Bau von Pfarrhaus und Pfarreizentrum, am 10. September die Grundsteinlegung für die Kirche. 1968 konnte das Pfarrhaus am Geyisriedweg 31 bezogen werden. Am 27. Oktober wurde die erste heilige Messe in der neuen Kirche gefeiert, und am 8. Dezember 1968 weihte der Bischof von Basel, Anton Hänggi, die Kirche feierlich ein. Zum 25-Jahr-Jubiläum der Kirche brachte der Künstler Max Rüedi 1993 sechs Wandmalereien in der Kirche an.

## Baubeschreibung

### Kirchturm und Äusseres
Die Kirche Christ-König befindet sich an der Kreuzung von Geyisriedweg und Beaulieuweg südlich des Schulhauses Sahligut. Als moderner Betonbau gestaltet, besitzt die Kirche am Geyisriedweg einen Kirchturm, der die Kirche jedoch nur wenig überragt und von einem Betonkreuz bekrönt wird. Bis heute befindet sich in der vorhandenen Glockenstube kein Geläut. 
Der Besucher gelangt zunächst auf einen Vorplatz, der zwischen dem Zentrum und dem Pfarrhaus erbaut wurde und der durch eine Wand vom Geyisriedweg abgetrennt wird. Als künstlerisches Element befindet sich an der östlichen Wand ein Relief des Zürcher Künstlers Alfred Huber, welches das Lamm Gottes zeigt. Vom Innenhof führen Portale und Türen zur Kapelle, zum Pfarreizentrum, das im Untergeschoss der Kirche eingebaut ist, und zur Christ-Königs-Kirche.

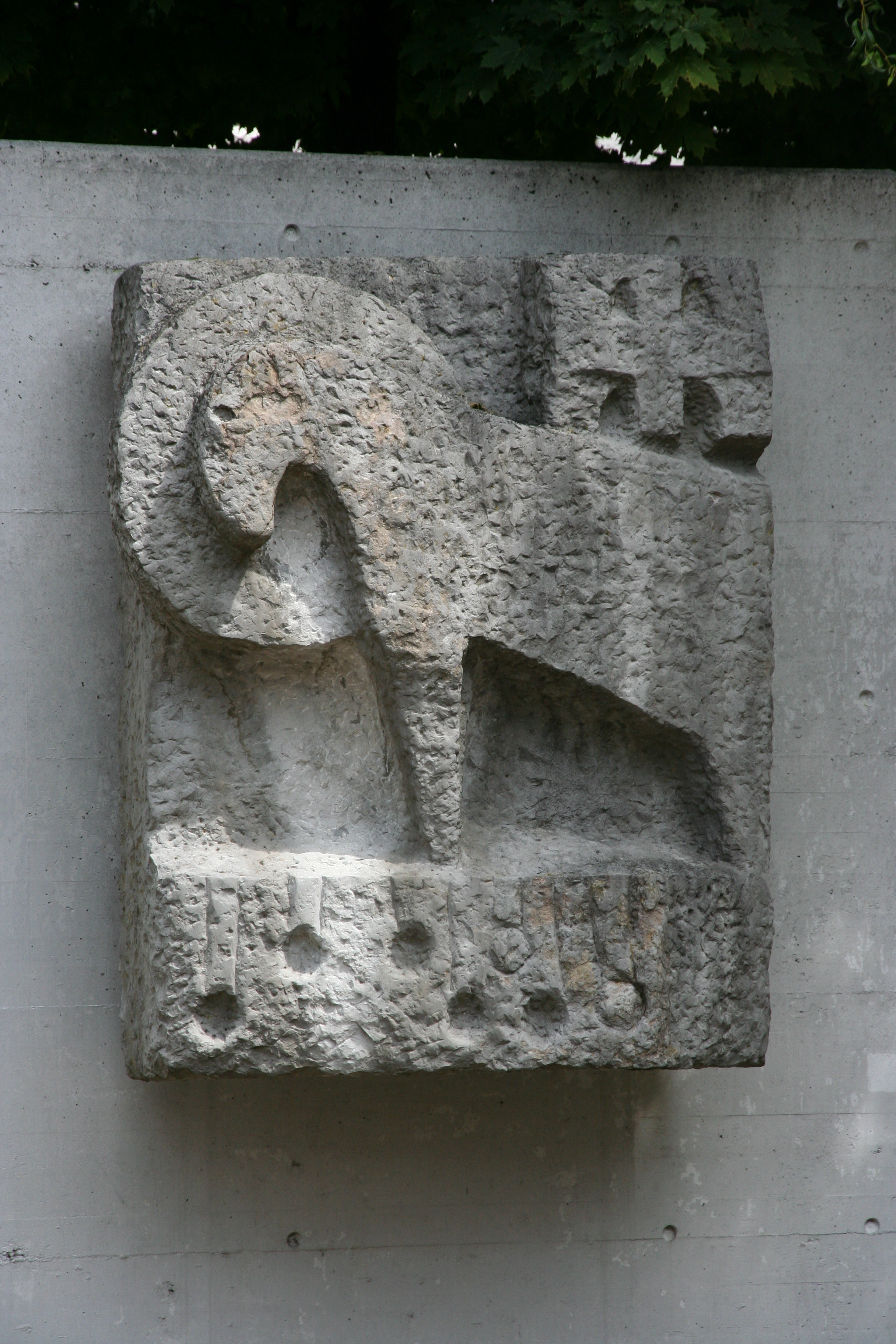
Lamm Gottes von Alfred Huber (1908–1982)

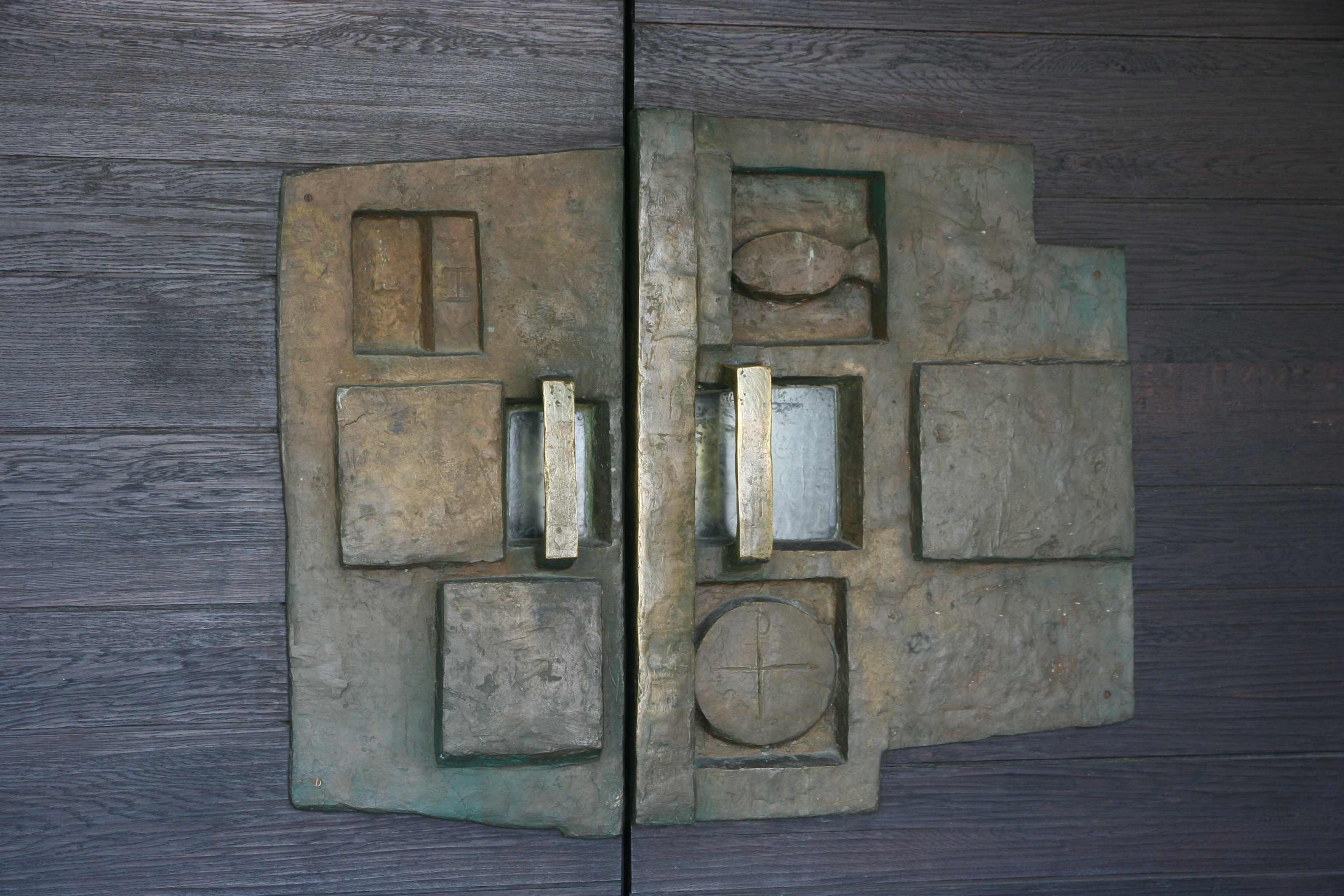
Portal, Detailaufnahme

### Innenraum und künstlerische Ausstattung
Aufgrund der Ausformung des Bauareals ist die Kirche nicht geostet, sondern zeigt in südöstliche Richtung. Die Kirche ist als querrechteckige Saalkirche gestaltet, deren Wände durch Staffelungen den Eindruck eines polygonalen Raumes erwecken. Die Bänke sind in fünf Segmenten angeordnet, sodass sich die Gläubigen im Halbkreis nahe um den Altar scharen. Die Wände sind im Stil des béton brut in Sichtbeton gehalten. In die Flachdecke, die mit hellem Holz verkleidet ist, sind 18 quadratische Lichtschächte eingelassen, durch die das Tageslicht den Raum erhellt. Der Boden ist mit schwarzen Schieferplatten belegt, der sich zum Altar hin um drei Stufen anhebt. Der Altar bildet den Mittelpunkt des Chorraums. Ambo und Taufstein sind auf der rechten Seite des Altares aufgestellt, der Tabernakel befindet sich an der Chorwand auf der linken Seite des Altars. Während die liturgischen Orte von Bildhauer Alfred Huber aus schwarzem Marmor geschaffen wurden, bestehen der Tabernakel und das Vortragskreuz aus Bronze. In einer Nische auf der linken Seite des Altarbezirks ist eine Mondsichelmadonna aus Bronze aufgestellt, darüber ist ein Wandteppich angebracht, der die Erlösung der Menschen durch Jesus als Christ-König darstellt. Buntglasfenster mit abstrakten Motiven runden die ursprüngliche Ausstattung der Kirche ab. 

### Bilderzyklus von Max Rüedi
Zum 25-Jahr-Jubiläum der Kirche gestaltete der Zürcher Kunstmaler Max Rüedi 1993 sieben Wandmalereien, die direkt auf den Betonwänden angebracht sind. Sechs dieser Gemälde erzählen die Heilsgeschichte Jesu Christi, was auf das Patrozinium der Kirche verweist. Gezeigt werden (v. l. n. r.): 
- die Geburt Christi, des Messiaskönigs
- der Einzug des Königs in Jerusalem
- der erhöhte König am Lebensbaum des Kreuzes
- der erniedrigte König der Juden
- der auferstandene Retter-König
- die neue Schöpfung durch den Geist des Christ-Königs

Das siebte Bild ist in kleinerem Format an die Wand unter der Orgelempore angebracht und zeigt die Muttergottes, die das Jesuskindlein trägt.

### Orgel
Am 20. September 1981 wurde die Orgel mit 24 Registern eingeweiht, die durch die Firma Orgelbau Cäcilia aus Luzern erbaut worden war. Sie hat folgende Disposition:

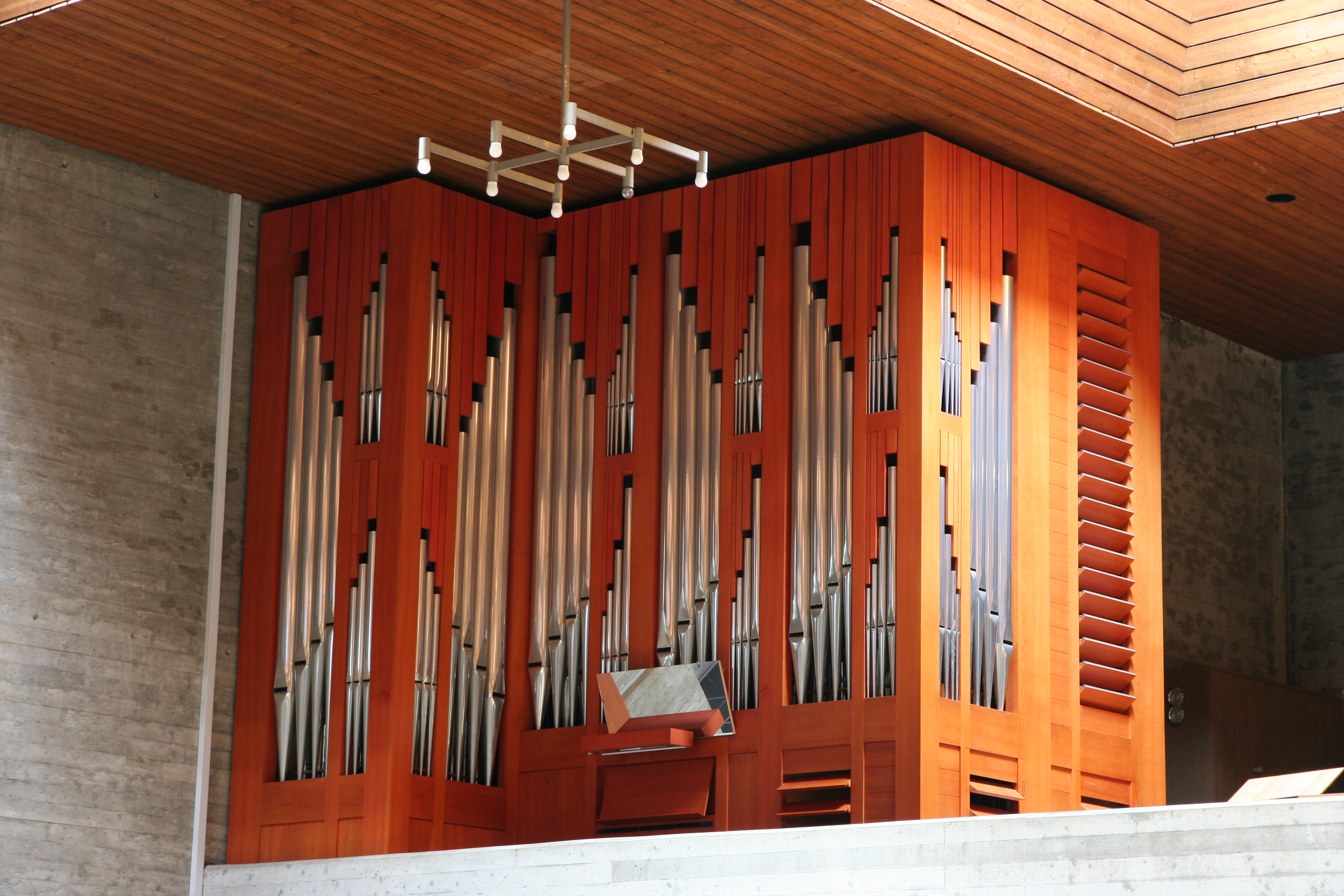
Cäcilia-Orgel von 1981

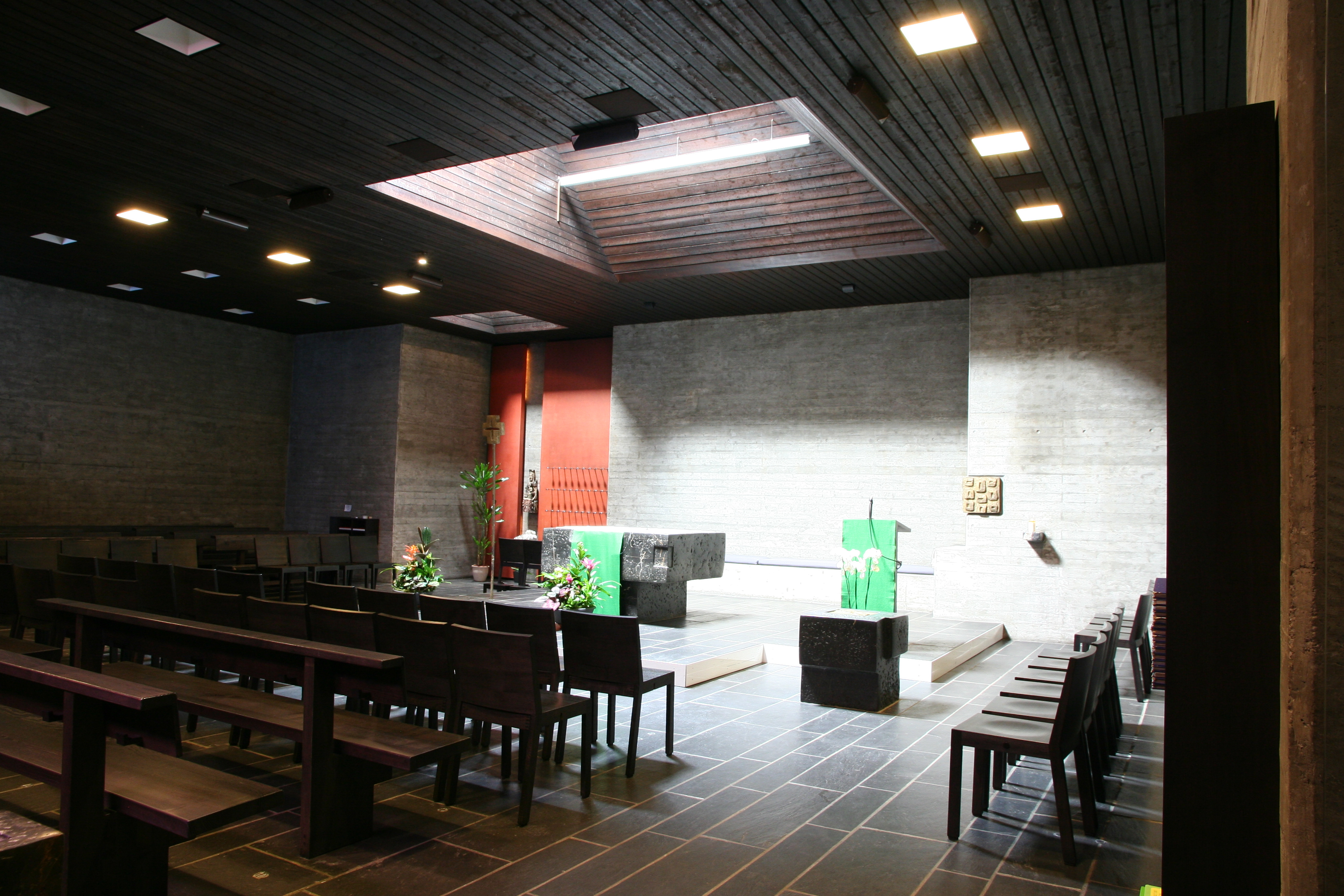
Kapelle

| I Hauptwerk C–g3 |        |
| Prinzipal        | 8′     |
| Hohlflöte        | 8′     |
| Oktave           | 4′     |
| Rohrflöte        | 4′     |
| Quinte           | 2 ⁄3′  |
| Superoktave      | 2′     |
| Terz             | 1 3⁄5′ |
| Mixtur IV        | 1 ⁄3′  |
| Trompete         | 8′     |

| II Schwellwerk C–g3 |       |
| Gedackt             | 8′    |
| Viola               | 8′    |
| Prinzipal           | 4′    |
| Blockflöte          | 4′    |
| Flageolett          | 2′    |
| Scharf III          | 1′    |
| Oboe                | 8′    |
| Cornett III (ab c0) | 2 ⁄3′ |
| Tremulant           |       |

| Pedal C–f1 |       |
| Subbass    | 16′   |
| Oktavbass  | 8′    |
| Spitzflöte | 8′    |
| Oktave     | 4′    |
| Mixtur IV  | 2 ⁄3′ |
| Posaune    | 16′   |
| Trompete   | 8′    |

- Koppeln: II/I, I/P, II/P
- Tutti
- Freie Kombinationen

## Kapelle
Nördlich der Kirche ist die Kapelle erbaut worden, die vom Innenhof durch ein separates Portal erreicht wird. Gleich wie die Kirche ist auch die Kapelle als querrechteckiger Raum konzipiert, der 1988 drei Glasfenster mit fliessenden Wellen in Gelb-, Rot- und Blautönen erhielt. Durch einen grossen Lichtschacht fällt das Tageslicht auf den Altar, wodurch dessen Bedeutung unterstrichen wird. Ein zweites, kleineres Oberlicht verweist mit seiner Lichtführung auf die Muttergottesstatue, die an der Wand links des Altars angebracht ist. Der Taufstein, der wie die anderen liturgischen Orte ebenfalls von Alfred Huber aus dunklem Marmor gehauen wurde, ermöglicht die Feier von Taufen in der Kapelle. 